# Cuguolo
Cuguolo foi uma vila do atual Mali situada em algum ponto da atual circunscrição de Sicasso, na região de Sicasso. Aparece em 1858, quando mostrou atividades hostis contra o fama Daulá Traoré (r. 1845–1860) do Reino de Quenedugu. Em resposta, foi atacada por Daulá que ordenou a decapitação de todos os idosos e indefesos da vila.